# Haliclona spiculotenuis
Haliclona spiculotenuis är en svampdjursart som först beskrevs av Topsent 1891.  Haliclona spiculotenuis ingår i släktet Haliclona och familjen Chalinidae. Inga underarter finns listade i Catalogue of Life.